# 투오르
투오르(Tuor)는 J.R.R 톨킨의 가운데땅 세계관에 등장하는 가상의 인물이다. 베렌, 투린과 함께 가장 위대한 인간 요정 중 하나로, 샛별 에아렌딜의 아버지이자, 반요정 엘론드, 누메노르의 왕족들, 아라고른의 조상이기도 하다. 또한 베렌, 아라고른과 함께 요정과 혼인한 세 명의 인간들 중 하나이다.

## 생애
투오르는 태양의 1시대 에다인 세 가문의 혈통을 물려받은 위대한 영웅이었다. 그는 후오르와 리안 사이에 태어난 외아들이며, 투린 투람바르의 사촌이기도 하다. 후오르는 1시대 472년에 벌어진 니르나에스 아르노이다이드에서 곤돌린의 왕 투르곤의 후퇴를 돕다가 살해당한다. 남편에게서 아무런 기별을 받지 못한 리안은 마음이 심란해져서 황무지로 후오르를 찾아 나선다. 그녀는 근방에 살던 회색요정들의 보살핌을 받았고 그 해가 가기 전에 아들이 태어났고, 이름을 투오르라 했다. 하지만 리안은 아들을 요정들에게 맡기고 떠나버렸고, 하우드은뎅긴에서 숨을 거두었다.
요정들은 미스림 산의 안드로스 동굴에서 투오르를 양육하였다. 투오르가 16살이 되자 요정들의 지도자 안나엘이 그 땅을 버리기로 결심하였는데, 이동 중 그들은 흩어졌고 투오르는 동부인들에게 사로잡혔다.동부인 족장 로르간 밑에서 3년 간 종살이를 한 후에야 투오르는 탈출할 수 있었고, 탈출 후 그가 살던 동굴로 돌아갔다.
무법자로 4년을 살았지만 도르로민에서 탈출할 방법이 보이지 않았던 그는 동부인들을 학살하고 다녔고, 투오르의 이름은 두려움이 되었다. 한편 물의 발라 울모는 투오르가 곤경에 빠진 일에 대해 알게 되었고 숨은 도시 곤돌린의 왕 투르곤에게 보낼 사자로 그를 선택하였다. 울모의 힘으로 인해 투오르가 사는 동굴 근처 샘이 넘쳐흘렀고, 물줄기를 따라 투오르는 도르로민에서 에레드 로민까지 횡단하였다. 울모가 보낸 두 요정(겔미르, 아르미나스)을 따라 투오르는 옛날 놀도르의 문(신다린으로 안논-인-겔뤼드)을 통과하여 네브라스트로 들어섰고, 투오르는 대해 벨레가에르에 도착한 최초의 인간이 되었다. 거기서 투오르는 일곱 마리의 백조를 따라갔고 마침내 비냐마르에 있는 투르곤의 옛 거처에 당도하였다.
투오르는 비냐마르의 잔해에서 무기와 방어구들을 찾아내었는데, 이것은 울모의 명에 따라 투르곤이 몇 세기전에 남겨둔 것이었다. 그는 벨레가이르 해안가에서 울모를 만났다. 울모는 투오르를 사자로 삼았고 그에게 곤돌린의 왕 투르곤을 찾으라 명하였다. 울모가 구해줬던 보론웨라는 요정이 투오르를 인도하게 되었다. 보론웨와 투오르는 에레드 웨스린의 남쪽 경사면을 따라 가다가 이브린 호수 근처에서 투오르의 사촌인 투린의 모습을 잠깐 보게 된다. 겨울이 닥쳐왔고, 그들은 마침내 곤돌린에 당도하였다. 보론웨와 투르곤은 곤돌린에 받아들여졌으나 투르곤은 투오르의 입에서 나오는 울모의 충고에 귀를 기울이지 않았고, 숨은 도시를 포기하려고 하지 않았다.
투오르는 곤돌린에 머물렀고, 투르곤의 딸 이드릴 켈레브린달과 결혼하였다. 이것은 베렌과 루시엔 이후 엘다르와 에다인 간의 두 번째 결합이었다. 그들의 유일한 자식은 뱃사람 에아렌딜이었다. 투오르는 곤돌린의 열 두 가문 중 하나인 백조날개의 가문의 수장이 되었고, 곤돌린드림의 사랑을 받았다. 도시가 약탈당하는 동안 투오르는 아내와 아들을 오르크와 마이글린에게서 보호하였다. 곤돌린의 남은 자들과 함께 투오르는 한 때 이드릴이 마련해 두었던 곤돌린의 비밀 통로를 통해 빠져나오게 되고, 산 높은 곳에서 발록와 마주친다. 그때 황금꽃가문의 영수 글로르핀델이 나타나 그들을 구해준다.
마침내 그들은 난타스렌과 시리온 강 하구에 당도하였다. 투오르는 바다에 대한 갈망을 느껴 에아르라메(바다의 날개)라는 배를 건조하였다. 시리온 강 하구는 이제 에아렌딜과 엘윙이 다스리게 되었지만 투오르는 이드릴과 함께 서녘으로 항해를 떠났다. 엘다르와 에다인 사이에서는 그들이 발라들의 금제를 넘어서 발리노르에 도착했으며, 투오르는 인간으로서는 유일하게 요정의 일원으로 받아들여져 지금도 그곳에 살고 있다는 얘기가 나돌았다. 톨킨의 편지는 투오르의 이러한 "전환"이 루시엔의 죽을 운명처럼 독특한 예외로서 에루 일루바타르의 허락이 있었기에 가능했다는 것을 보여주고 있다.

## 족보
| 핀웨 | 핀웨 | 핀웨 | 핀웨 | 핀웨   | 핀웨   |        |        | 인디스 | 인디스 | 인디스 | 인디스 | 인디스 | 인디스 |                                                                     |          | 하도르 가문 | 하도르 가문 | 하도르 가문 | 하도르 가문 | 하도르 가문 | 하도르 가문 |        |        | 할레스 가문 | 할레스 가문 | 할레스 가문 | 할레스 가문 | 할레스 가문 | 할레스 가문 |            |            | 베오르 가문 | 베오르 가문 | 베오르 가문 | 베오르 가문 | 베오르 가문 | 베오르 가문 |            |            | 싱골     | 싱골     | 싱골     | 싱골     | 싱골   | 싱골   |        |        | 멜리안 | 멜리안 | 멜리안 | 멜리안 | 멜리안 | 멜리안 |
| 핀웨 | 핀웨 | 핀웨 | 핀웨 | 핀웨   | 핀웨   |        |        | 인디스 | 인디스 | 인디스 | 인디스 | 인디스 | 인디스 |                                                                     |          | 하도르 가문 | 하도르 가문 | 하도르 가문 | 하도르 가문 | 하도르 가문 | 하도르 가문 |        |        | 할레스 가문 | 할레스 가문 | 할레스 가문 | 할레스 가문 | 할레스 가문 | 할레스 가문 |            |            | 베오르 가문 | 베오르 가문 | 베오르 가문 | 베오르 가문 | 베오르 가문 | 베오르 가문 |            |            | 싱골     | 싱골     | 싱골     | 싱골     | 싱골   | 싱골   |        |        | 멜리안 | 멜리안 | 멜리안 | 멜리안 | 멜리안 | 멜리안 |
|      |      |      |      |        |        |        |        |        |        |        |        |        |        |                                                                     |          |             |             |             |             |             |             |        |        |             |             |             |             |             |             |            |            |             |             |             |             |             |             |            |            |          |          |          |          |        |        |        |        |        |        |        |        |        |        |
|      |      |      |      | 핑골핀 | 핑골핀 | 핑골핀 | 핑골핀 | 핑골핀 | 핑골핀 |        |        |        |        |                                                                     |          | 갈도르      | 갈도르      | 갈도르      | 갈도르      | 갈도르      | 갈도르      |        |        | 하레스      | 하레스      | 하레스      | 하레스      | 하레스      | 하레스      |            |            | 바라히르    | 바라히르    | 바라히르    | 바라히르    | 바라히르    | 바라히르    |            |            |          |          |          |          |        |        |        |        |        |        |        |        |        |        |
|      |      |      |      | 핑골핀 | 핑골핀 | 핑골핀 | 핑골핀 | 핑골핀 | 핑골핀 |        |        |        |        |                                                                     |          | 갈도르      | 갈도르      | 갈도르      | 갈도르      | 갈도르      | 갈도르      |        |        | 하레스      | 하레스      | 하레스      | 하레스      | 하레스      | 하레스      |            |            | 바라히르    | 바라히르    | 바라히르    | 바라히르    | 바라히르    | 바라히르    |            |            |          |          |          |          |        |        |        |        |        |        |        |        |        |        |
|      |      |      |      |        |        |        |        |        |        |        |        |        |        |                                                                     |          |             |             |             |             |             |             |        |        |             |             |             |             |             |             |            |            |             |             |             |             |             |             |            |            |          |          |          |          |        |        |        |        |        |        |        |        |        |        |
|      |      |      |      | 투르곤 | 투르곤 | 투르곤 | 투르곤 | 투르곤 | 투르곤 |        |        | 엘렌웨 | 엘렌웨 | 엘렌웨                                                              | 엘렌웨   | 엘렌웨      | 엘렌웨      |             |             | 후오르      | 후오르      | 후오르 | 후오르 | 후오르      | 후오르      |             |             |             |             |            |            | 베렌        | 베렌        | 베렌        | 베렌        | 베렌        | 베렌        |            |            |          |          |          |          | 루시엔 | 루시엔 | 루시엔 | 루시엔 | 루시엔 | 루시엔 |        |        |        |        |
|      |      |      |      | 투르곤 | 투르곤 | 투르곤 | 투르곤 | 투르곤 | 투르곤 |        |        | 엘렌웨 | 엘렌웨 | 엘렌웨                                                              | 엘렌웨   | 엘렌웨      | 엘렌웨      |             |             | 후오르      | 후오르      | 후오르 | 후오르 | 후오르      | 후오르      |             |             |             |             |            |            | 베렌        | 베렌        | 베렌        | 베렌        | 베렌        | 베렌        |            |            |          |          |          |          | 루시엔 | 루시엔 | 루시엔 | 루시엔 | 루시엔 | 루시엔 |        |        |        |        |
|      |      |      |      |        |        |        |        |        |        |        |        |        |        |                                                                     |          |             |             |             |             |             |             |        |        |             |             |             |             |             |             |            |            |             |             |             |             |             |             |            |            |          |          |          |          |        |        |        |        |        |        |        |        |        |        |
|      |      |      |      |        |        |        |        | 이드릴 | 이드릴 | 이드릴 | 이드릴 | 이드릴 | 이드릴 |                                                                     |          |             |             |             |             | 투오르      | 투오르      | 투오르 | 투오르 | 투오르      | 투오르      |             |             |             |             | 님로스     | 님로스     | 님로스      | 님로스      | 님로스      | 님로스      |             |             | 디오르     | 디오르     | 디오르   | 디오르   | 디오르   | 디오르   |        |        |        |        |        |        |        |        |        |        |
|      |      |      |      |        |        |        |        | 이드릴 | 이드릴 | 이드릴 | 이드릴 | 이드릴 | 이드릴 |                                                                     |          |             |             |             |             | 투오르      | 투오르      | 투오르 | 투오르 | 투오르      | 투오르      |             |             |             |             | 님로스     | 님로스     | 님로스      | 님로스      | 님로스      | 님로스      |             |             | 디오르     | 디오르     | 디오르   | 디오르   | 디오르   | 디오르   |        |        |        |        |        |        |        |        |        |        |
|      |      |      |      |        |        |        |        |        |        |        |        |        |        |                                                                     |          |             |             |             |             |             |             |        |        |             |             |             |             |             |             |            |            |             |             |             |             |             |             |            |            |          |          |          |          |        |        |        |        |        |        |        |        |        |        |
|      |      |      |      |        |        |        |        |        |        |        |        |        |        |                                                                     |          |             |             |             |             |             |             |        |        |             |             |             |             |             |             |            |            |             |             |             |             |             |             |            |            |          |          |          |          |        |        |        |        |        |        |        |        |        |        |
|      |      |      |      |        |        |        |        |        |        |        |        |        |        | 에아렌딜                                                            | 에아렌딜 | 에아렌딜    | 에아렌딜    | 에아렌딜    | 에아렌딜    |             |             |        |        |             |             | 엘윙        | 엘윙        | 엘윙        | 엘윙        | 엘윙       | 엘윙       |             |             | 엘루레드    | 엘루레드    | 엘루레드    | 엘루레드    | 엘루레드   | 엘루레드   |          |          | 엘루린   | 엘루린   | 엘루린 | 엘루린 | 엘루린 | 엘루린 |        |        |        |        |        |        |
|      |      |      |      |        |        |        |        |        |        |        |        |        |        | 에아렌딜                                                            | 에아렌딜 | 에아렌딜    | 에아렌딜    | 에아렌딜    | 에아렌딜    |             |             |        |        |             |             | 엘윙        | 엘윙        | 엘윙        | 엘윙        | 엘윙       | 엘윙       |             |             | 엘루레드    | 엘루레드    | 엘루레드    | 엘루레드    | 엘루레드   | 엘루레드   |          |          | 엘루린   | 엘루린   | 엘루린 | 엘루린 | 엘루린 | 엘루린 |        |        |        |        |        |        |
|      |      |      |      |        |        |        |        |        |        |        |        |        |        |                                                                     |          |             |             |             |             |             |             |        |        |             |             |             |             |             |             |            |            |             |             |             |             |             |             |            |            |          |          |          |          |        |        |        |        |        |        |        |        |        |        |
|      |      |      |      |        |        |        |        |        |        |        |        |        |        |                                                                     |          |             |             |             |             |             |             |        |        |             |             |             |             |             |             | 갈라드리엘 | 갈라드리엘 | 갈라드리엘  | 갈라드리엘  | 갈라드리엘  | 갈라드리엘  |             |             | 켈레보른   | 켈레보른   | 켈레보른 | 켈레보른 | 켈레보른 | 켈레보른 |        |        |        |        |        |        |        |        |        |        |
|      |      |      |      |        |        |        |        |        |        |        |        |        |        |                                                                     |          |             |             |             |             |             |             |        |        |             |             |             |             |             |             | 갈라드리엘 | 갈라드리엘 | 갈라드리엘  | 갈라드리엘  | 갈라드리엘  | 갈라드리엘  |             |             | 켈레보른   | 켈레보른   | 켈레보른 | 켈레보른 | 켈레보른 | 켈레보른 |        |        |        |        |        |        |        |        |        |        |
|      |      |      |      |        |        |        |        |        |        |        |        |        |        |                                                                     |          |             |             |             |             |             |             |        |        |             |             |             |             |             |             |            |            |             |             |             |             |             |             |            |            |          |          |          |          |        |        |        |        |        |        |        |        |        |        |
|      |      |      |      |        |        |        |        |        |        |        |        |        |        |                                                                     |          |             |             |             |             |             |             |        |        |             |             |             |             |             |             |            |            |             |             |             |             |             |             |            |            |          |          |          |          |        |        |        |        |        |        |        |        |        |        |
|      |      |      |      |        |        |        |        |        |        |        |        |        |        | 엘로스                                                              | 엘로스   | 엘로스      | 엘로스      | 엘로스      | 엘로스      |             |             |        |        |             |             | 엘론드      | 엘론드      | 엘론드      | 엘론드      | 엘론드     | 엘론드     |             |             | 켈레브리안  | 켈레브리안  | 켈레브리안  | 켈레브리안  | 켈레브리안 | 켈레브리안 |          |          |          |          |        |        |        |        |        |        |        |        |        |        |
|      |      |      |      |        |        |        |        |        |        |        |        |        |        | 엘로스                                                              | 엘로스   | 엘로스      | 엘로스      | 엘로스      | 엘로스      |             |             |        |        |             |             | 엘론드      | 엘론드      | 엘론드      | 엘론드      | 엘론드     | 엘론드     |             |             | 켈레브리안  | 켈레브리안  | 켈레브리안  | 켈레브리안  | 켈레브리안 | 켈레브리안 |          |          |          |          |        |        |        |        |        |        |        |        |        |        |
|      |      |      |      |        |        |        |        |        |        |        |        |        |        |                                                                     |          |             |             |             |             |             |             |        |        |             |             |             |             |             |             |            |            |             |             |             |             |             |             |            |            |          |          |          |          |        |        |        |        |        |        |        |        |        |        |
|      |      |      |      |        |        |        |        |        |        |        |        |        |        | 누메노르의 왕들 안두니에의 영주들 아르노르의 왕들 아르세다인의 왕들 |          |             |             |             |             |             |             |        |        |             |             |             |             |             |             |            |            |             |             |             |             |             |             |            |            |          |          |          |          |        |        |        |        |        |        |        |        |        |        |
|      |      |      |      |        |        |        |        |        |        |        |        |        |        |                                                                     |          |             |             |             |             |             |             |        |        |             |             |             |             |             |             |            |            |             |             |             |             |             |             |            |            |          |          |          |          |        |        |        |        |        |        |        |        |        |        |
|      |      |      |      |        |        |        |        |        |        |        |        |        |        |                                                                     |          |             |             |             |             |             |             |        |        |             |             |             |             |             |             |            |            |             |             |             |             |             |             |            |            |          |          |          |          |        |        |        |        |        |        |        |        |        |        |
|      |      |      |      |        |        |        |        |        |        |        |        |        |        | 아라고른                                                            | 아라고른 | 아라고른    | 아라고른    | 아라고른    | 아라고른    |             |             | 아르웬 | 아르웬 | 아르웬      | 아르웬      | 아르웬      | 아르웬      |             |             | 엘라단     | 엘라단     | 엘라단      | 엘라단      | 엘라단      | 엘라단      |             |             | 엘로히르   | 엘로히르   | 엘로히르 | 엘로히르 | 엘로히르 | 엘로히르 |        |        |        |        |        |        |        |        |        |        |
|      |      |      |      |        |        |        |        |        |        |        |        |        |        | 아라고른                                                            | 아라고른 | 아라고른    | 아라고른    | 아라고른    | 아라고른    |             |             | 아르웬 | 아르웬 | 아르웬      | 아르웬      | 아르웬      | 아르웬      |             |             | 엘라단     | 엘라단     | 엘라단      | 엘라단      | 엘라단      | 엘라단      |             |             | 엘로히르   | 엘로히르   | 엘로히르 | 엘로히르 | 엘로히르 | 엘로히르 |        |        |        |        |        |        |        |        |        |        |
|      |      |      |      |        |        |        |        |        |        |        |        |        |        |                                                                     |          |             |             |             |             |             |             |        |        |             |             |             |             |             |             |            |            |             |             |             |             |             |             |            |            |          |          |          |          |        |        |        |        |        |        |        |        |        |        |
|      |      |      |      |        |        |        |        |        |        |        |        |        |        |                                                                     |          |             |             | 엘다리온    |             |             |             |        |        |             |             |             |             |             |             |            |            |             |             |             |             |             |             |            |            |          |          |          |          |        |        |        |        |        |        |        |        |        |        |

1. ↑  동부인은 모르고스가 보낸 인간들이며 하도르 가문의 남은 자들을 잔혹하게 억압하고 있었다.